# Haritan (nahija)
Nahija Haritan (ar. ناحية حريتان) je nahija u okrugu Jabal Sam'an, u sirijskoj pokrajini Alep. Površina nahije je 232,76 km2. Po popisu iz 2004. (prije rata), nahija je imala 67.745 stanovnika. Administrativno sjedište je u naselju Haritan.